# Roberto Mariani (director técnico)
Roberto Rubén Mariani (8 de enero de 1942) es un director técnico de fútbol argentino. Fue segundo ayudante técnico de Carlos Salvador Bilardo y primer ayudante de Carlos Oscar Pachame  de campo en las selecciones juveniles Argentinas  Sub-17, Sub-20  y Sub-23 cuando la Selección de fútbol de Argentina fue campeona del mundial de México 1986, y el subcampeonato del Mundial de Italia 1990, entre otros logros.

## Trayectoria
Su carrera en Chile incluye la campaña de Ascenso con Unión San Felipe en 2009, cuando los aconcagüinos consiguieron salir campeones de la Primera B de Chile. Además, consiguió el título de Copa Chile en ese mismo año, derrotando en la final a Deportes Iquique, colocando al equipo en la Copa Sudamericana.
En 2010 tuvo un breve paso por San Luis.
En 2011 dirigió a Rangers de Talca, siendo cesado de su cargo a fines de junio por no conseguir el Torneo de Apertura, objetivo planteado por la nueva dirigencia del club, obteniendo el 2° puesto que le sirvió finalmente para la clasificación, luego del torneo clausura, y el esperado ascenso a la división de honor.
En septiembre de 2011 se convirtió en entrenador de Coquimbo Unido. Sin embargo, por desacuerdos con la directiva del club al no poder conformar el plantel requerido por el mismo, se aleja de la institución antes de finalizar la temporada.
En la temporada 2013 se hizo cargo de la dirección técnica de Deportes Concepción, siendo cesado el 7 de abril de ese año por no lograr la obtención de los resultados esperados.

## Clubes

### Como formador
| Club            | País      | Año       | Cargo     |
| --------------- | --------- | --------- | --------- |
| Vélez Sarsfield | Argentina | 1990-1994 | Juveniles |

### Como asistente técnico
| Club                | País      | Año       | Entrenador principal    |
| ------------------- | --------- | --------- | ----------------------- |
| Selección argentina | Argentina | 1983-1990 | Carlos Salvador Bilardo |
| Argentina sub-20    | Argentina | 1982-1989 | Carlos Pachamé          |
| Argentina sub-17    | Argentina | 1985-1986 | Carlos Pachamé          |
| Argentina sub-17    | Argentina | 1988-1989 | Carlos Pachamé          |

### Como entrenador
| Club                | País      | Año       | P   | PG | PE | PP | %      |
| ------------------- | --------- | --------- | --- | -- | -- | -- | ------ |
| Vélez Sarsfield     | Argentina | 1992      | 7   | 4  | 3  | 0  | 55.55% |
| Unión San Felipe    | Chile     | 2008-2009 | 56  | 35 | 10 | 11 | 68.45% |
| San Luis            | Chile     | 2010      | 5   | 0  | 2  | 3  | 13.33% |
| Rangers             | Chile     | 2011      | 22  | 14 | 3  | 5  | 68.19% |
| Coquimbo Unido      | Chile     | 2011-2012 | 14  | 5  | 4  | 5  | 45.23% |
| Deportes Concepción | Chile     | 2012-2013 | 7   | 2  | 3  | 2  | 42.86% |
| Total               | Total     | Total     | 113 | 60 | 25 | 28 | 60.47% |

## Palmarés

### Como asistente técnico
| Título                  | Club                   | Sede   | Año  | Entrenador principal    |
| ----------------------- | ---------------------- | ------ | ---- | ----------------------- |
| Copa Mundial de la FIFA | Selección de Argentina | México | 1986 | Carlos Salvador Bilardo |

- Subcampeón de la Copa Mundial sub-17 1983
- Subcampeón de la Copa Mundial de la FIFA 1990

### Campeonatos nacionales
| Título     | Club             | País  | Año    |
| ---------- | ---------------- | ----- | ------ |
| Primera B  | Unión San Felipe | Chile | 2009-A |
| Primera B  | Unión San Felipe | Chile | 2009   |
| Copa Chile | Unión San Felipe | Chile | 2009   |